# Wilmersdorff
|  | Denne artikel er oprettet af botten Steenthbot ud fra en ekstern database. Den kan derfor have sproglige fejl eller mangler. Denne skabelon kan fjernes efter kontrol af indholdet. |

Wilmersdorff er en dansk dokumentarfilm fra 1968.

## Handling
Fællesbyrådsmøde mellem venskabsbyerne Gladsaxe og Wilmersdorf på Marielyst Skole, 16 maj 1968